# Вазингер, Виктор Валентинович
Виктор Валентинович Вазингер (1910—1976) — участник советского атомного проекта, лауреат Сталинской премии (1949).

## Биография
Родился в г. Мелекесс Симбирской губернии.
После окончания семилетней школы (1924) работал слесарем и учился в вечерней школе.
В 1931–1933 гг. студент Московского института им. Д. И. Менделеева, одновременно работал конструктором.
С 1933 г. во ВНИИ гидромашиностроения (ВИГМ): техник, с 1937 г. инженер, с 1941 г. заведующий лабораторией.
С 1945 г. начальник отдела автоматики НИИ химического машиностроения (НИИхиммаш). Разработал несколько оригинальных проектов систем автоматики и теплотехнического контроля воздушных компрессоров, химического оборудования и специальных установок.
В статье «Зависимость коэффициента всасывания поршневого компрессора от числа оборотов», опубликованной в журнале «Химическое машиностроение», предложил формулы для расчёта пружин клапанов, которые нашли практическое использование в промышленности.
В 1954 г. в сборнике НИИхиммаша вышла его статья «Автоматизация компрессорных установок», в которой теоретически и практически доказана возможность регулирования производительности компрессоров путём отключения двигателя и защиты установки от наиболее вероятных аварий. Компрессорная установка, автоматизированная по такой схеме, способна работать с минимальными энергозатратами и без обслуживающего персонала.
С 1946 г. участвовал в разработке первого советского атомного реактора. Выполнил проектные и конструкторские работы по системе контроля и управления реактором. Один из авторов реле контроля влажности газа в графитовой кладке.
Проводил исследования проточной части технологических каналов, системам технологического контроля и СУЗ реактора, лично участвовал в монтажных и пусконаладочных работах. При его участии создавались приборы для контроля температуры, расхода и влажности для реакторов AM, АМБ, ЭИ-2 и др.
В 1960 г. по ходатайству в ВАК, которое подписали академик А. П. Александров, члены-корреспонденты АН СССР Н. А. Доллежаль и Г. Н. Кружилин, заслуженный деятель науки и техники РСФСР профессор С. И. Щепкин и доктора технических наук Б. Поздняков и П. А. Деленс, был допущен к защите кандидатской диссертации, несмотря на отсутствие законченного высшего образования. Кандидат технических наук.
Последние годы жизни работал в отделе № 10: заместитель начальника отдела, зав. лабораторией, старший научный сотрудник.
Сын — Валентин Викторович Вазингер (1940 г.р.), кандидат технических наук.

## Награды и звания
- Сталинская премия (Указы Президиума Верховного Совета СССР от 29 октября 1949 года).
- Орден Трудового Красного Знамени,
- Орден «Знак Почёта»,
- Медаль «За трудовую доблесть»,
- Медаль «За оборону Москвы»,
- Медаль «За доблестный труд в Великой Отечественной войне 1941—1945 гг.».